# 四氟氧化钼
四氟氧化钼是一种无机化合物，化学式为MoOF4。它是具有反磁性的白色固体。根据X射线衍射，它是一种配位聚合物，由交替的氟原子和钼原子链构成，其中氟有端基配位和桥联配位两种模式。与之相比，四氟氧化钨具有四聚体结构，通过桥联氟相连；四氟氧化钼的路易斯酸性比四氟氧化钨弱，它们都可以在无水氟化氢中解离为双核阴离子，四氟氧化钼的反应为：
2 MoOF4 + 2 HF ⇌ [Mo2O2F9]- + H2F+